# The Plot That Failed (film 1909)
The Plot That Failed è un cortometraggio muto del 1909 diretto da Van Dyke Brooke.

## Produzione
Il film fu prodotto dalla Vitagraph Company of America.

## Distribuzione
Distribuito dalla Vitagraph Company of America, il film - un cortometraggio di 148 metri - uscì nelle sale cinematografiche statunitensi il 12 giugno 1909. Nelle proiezioni, veniva programmato con il sistema dello split reel, accorpato in un'unica bobina con un altro cortometraggio prodotto dalla Vitagraph, A Maker of Diamonds.